# Majątek osobisty (prawo)
Majątek osobisty – w rozumieniu polskiego Kodeksu rodzinnego i opiekuńczego występujący w ustroju małżeńskiej wspólności majątkowej majątek należący do wyłącznie jednego małżonka.
Ustawodawca nie definiuje majątku osobistego; wylicza jedynie, jakie przedmioty majątkowe wchodzą w jego skład. Są to:
- przedmioty majątkowe nabyte przed ustanowieniem wspólności ustawowej,
- przedmioty osobistego użytku,
- odszkodowania uzyskane za wyrządzoną szkodę cielesną oraz zadośćuczynienia,
- przedmioty uzyskane tytułem darowizny, legatu, dziedziczenia,
- prawa niezbywalne,
- nagrody za indywidualne osiągnięcia,
- prawa indywidualne jak np. prawo autorskie[1].

W razie powstania przesłanek odpowiedzialności za wierzytelności wyróżniane są trzy sytuacje:
- zobowiązania zaciągnięte na rzecz utrzymania rodziny – odpowiedzialność solidarna współmałżonków (wierzyciel może się zaspokoić z majątku odrębnego dłużnika oraz majątku wspólnego),
- inne zobowiązania – w razie zgody współmałżonka odpowiedzialność solidarna, w razie braku zgody – odpowiedzialność majątkiem odrębnym dłużnika,
- zobowiązania dotyczące przedmiotów majątku odrębnego i zaciągnięte przed ustanowieniem wspólności ustawowej – możliwość zaspokojenia się z majątku odrębnego dłużnika, jego wynagrodzenia za pracę i innych dochodów.